# Lo Stato ebraico
Lo Stato ebraico (Der Judenstaat) è un saggio scritto da Theodor Herzl nel 1896. Considerato il padre del Sionismo moderno, l'autore pose le basi teoriche per la creazione dello Stato ebraico attraverso una pianificata immigrazione di massa verso la regione palestinese. Il sottotitolo indica l'opera come tentativo di una soluzione moderna alla questione ebraica.
L'autore giustificava il suo atteggiamento con le varie forme di antisemitismo moderno:
(Der Judenstaat)
Venne scritto in un periodo particolare del dibattito politico europeo, tanto che proprio in quegli anni l'opinione pubblica si stava occupando dell'Affare Dreyfus, da molti riconosciuto proprio come un caso scandaloso di antisemitismo.
La possibilità di una completa assimilazione sociale nei paesi in cui vivevano gli ebrei venne rifiutata da Herzl: da una parte, egli si appellava al valore storico della società ebraica, che doveva esser preservata; dall'altra, l'autore asseriva che per permettere un'assimilazione del genere sarebbe stata necessaria una condizione assai improbabile: quella che gli ebrei, per almeno due generazioni, venissero lasciati in pace.
Alle persecuzioni e discriminazioni doveva invece rispondere il movimento del sionismo, con la fondazione di un nuovo Stato moderno. Doveva trattarsi di una soluzione che tenesse conto di un problema di base: quello delle differenze tra gli ebrei di tutto il mondo. Alle popolazioni che dovevano convenire nel nuovo territorio (esempio: Palestina o Argentina) bisognava offrire la possibilità di conservare i propri usi e costumi, oramai molto differenti a seconda del paese d'origine.